# L'Arcane de l'aube
L'Arcane de l'aube (黎明のアルカナ, Reimei no Arukana) est un manga écrit et dessiné par Rei Toma. Il a été prépublié entre janvier 2009 et juin 2013 dans le magazine Monthly Cheese! de l'éditeur Shōgakukan et a été compilé en un total de treize tomes. La version française est publiée en intégralité par Kazé. À ce jour, le manga n'est plus édité en France, il est donc introuvable. Vous pouvez néanmoins essayer de le trouver dans des boutiques de mangas d'occasions. Sur internet, les prix vont de 15 euros à 79 euros parfois, ce qui est dû à la rareté du manga.

## Synopsis
Nakaba est une jeune fille qui vient d'épouser par mariage arrangé le prince du royaume voisin pour négocier une trêve entre leurs deux pays déchirés par une guerre sans fin. Mais ses cheveux rouge sang, alors que tous les membres des familles royales les ont noirs jais, lui rendent la vie dure. (Effectivement, nous sommes dans un monde où les riches, nobles, et les familles royales ont les cheveux noirs, le peuple est composé des blonds, roux et châtains, et enfin les esclaves et les sous-humains sont des humains mi-bêtes mi-humains.) Elle est accompagnée de Loki, un demi humain qui la sert. C'est le seul qui ait de la compassion envers elle, il la connaît depuis l'enfance. Elle a un lourd passé qui lui sera révélé grâce à un pouvoir qu'elle ne soupçonnait pas. Son époux Caesar a les cheveux longs et noirs, il est arrogant et méchant et l'a considère comme une simple prisonnière de guerre.

## Personnages
Nakaba (ナカバ, Nakaba) Personnage principal, c'est une jeune fille rousse à fort caractère. Elle a épousé Caesar pour négocier une trêve entre les deux pays. Elle a un lourd passé, sa mère était l'héritière du trône de Senan mais elle s'enfuit avec le père de Nakaba, un serviteur.
Caesar (シーザ, Shiiza) Le prince non héritier du trône. Il a de long cheveux noirs. Il est assez orgueilleux mais finira par s'adoucir en côtoyant Nakaba.
Loki (ロキ, Roki) Un demi humain, mi-loup mi-homme, il est très proche de Nakaba qu'il connaît depuis son enfance.
Verinas (ベリナス, Berinasu)
Cain (カイン, Kain)Cain est le prince aîné de Belquat. Fils aîné du roi et d'une femme du peuple: Sarah. Il est comme Nakaba: il a les cheveux blond et non noirs comme son père.
Louise (ルイス, Ruisu)Louise est la fille du général des armées de Belquat  Ancienne fiancée de Ceasar. Par défaut on la alors fiancée au Prince Caïn alors qu'elle est amoureuse de Ceasar.
Lemiria (レミリア, Remiria)
Adel (アデル, Aderu)Adel est le demi-cousin germain de Nakaba, le fils du demi-frère de la mère de Nakaba et le prince héritier de Senan.

## Manga
Le manga L'Arcane de l'aube a été prépublié dans le magazine Monthly Cheese! du 24 janvier 2009 au 24 juin 2013, avant d'être compilé en treize volumes par Shōgakukan. La version française est publiée par Kazé depuis avril 2011.

### Liste des volumes
| no | Japonais          | Japonais          | Français          | Français          |
| no | Date de sortie    | ISBN              | Date de sortie    | ISBN              |
| -- | ----------------- | ----------------- | ----------------- | ----------------- |
| 1  | 26 mai 2009       | 978-4-09-132364-4 | 28 avril 2011     | 978-2-82030-082-9 |
| 2  | 25 septembre 2009 | 978-4-09-132666-9 | 9 juin 2011       | 978-2-82030-132-1 |
| 3  | 26 février 2010   | 978-4-09-133050-5 | 22 septembre 2011 | 978-2-82030-203-8 |
| 4  | 25 juin 2010      | 978-4-09-133217-2 | 24 novembre 2011  | 978-2-82030-241-0 |
| 5  | 26 octobre 2010   | 978-4-09-133544-9 | 18 janvier 2012   | 978-2-82030-271-7 |
| 6  | 25 février 2011   | 978-4-09-133718-4 | 21 mars 2012      | 978-2-82030-318-9 |
| 7  | 24 juin 2011      | 978-4-09-133866-2 | 6 juillet 2012    | 978-2-82030-404-9 |
| 8  | 26 octobre 2011   | 978-4-09-134200-3 | 10 octobre 2012   | 978-2-82030-505-3 |
| 9  | 26 janvier 2012   | 978-4-09-134339-0 | 5 décembre 2012   | 978-2-82030-554-1 |
| 10 | 26 juin 2012      | 978-4-09-134446-5 | 6 février 2013    | 978-2-82030-600-5 |
| 11 | 26 novembre 2012  | 978-4-09-134817-3 | 5 juin 2013       | 978-2-82030-696-8 |
| 12 | 26 avril 2013     | 978-4-09-135280-4 | 25 septembre 2013 | 978-2-82030-761-3 |
| 13 | 26 août 2013      | 978-4-09-135525-6 | 18 décembre 2013  | 978-2-82031-559-5 |

## Light novel
Un light novel dérivé de la série intitulé Hajimari no toki (始まりの刻) est sorti au Japon le 25 février 2011 et en version française le 18 décembre 2013,. Il existe un coffret collector tome 13 + Light Novel.